# Rhizothera
Rhizothera är ett fågelsläkte i familjen fasanfåglar inom ordningen tättingar: Släktet omfattar två arter som förekommer på Malackahalvön, Sumatra och Borneo:
- Långnäbbshöna (R. longirostris)
- Dulithöna (R. dulitensis)